# Públio Védio Polião
Públio Védio Polião (em latim: Publius Vedius Pollio; m. 15 a.C.) foi um equestre romano amigo do imperador Augusto, que o nomeou governador da Ásia. No final de sua vida, Polião ficou famoso por seus gostos luxuosos e pela crueldade com que tratava seus escravos — quando eles o desagradavam, Polião os dava de comer para lampreias que ele criava justamente para este fim, o que foi considerado, ainda na época, um ato excessivamente cruel. Quando ele tentou executar um escravo que quebrou uma taça de cristal, Augusto, que estava presente, ficou tão chocado que interveio para impedir a execução do escravo e ordenou que todos os valiosos cálices de Polião fossem deliberadamente quebrados. Este incidente e a posterior ordem de Augusto para demolir a mansão de Polião em Roma, que ele herdou segundo o testamento dele, eram frequentemente citados na Antiguidade em discussões sobre ética e o papel público de Augusto.

## Biografia
Polião era filho de um liberto cujo nome herdou, nasceu no século I a.C. e, em vida, alcançou o status de equestre. A sua primeira aparição no registro histórico foi depois que Otaviano (futuro Augusto) se tornou o único governante nos últimos anos da República Romana em 31 a.C.; em algum momento, Polião chefiou de alguma forma a província da Ásia em nome do imperador. O fato de um mero equestre governar uma província era uma situação anômala e certamente havia alguma circunstância especial; seu mandato provavelmente foi entre 31 e 30 a.C., antes da nomeação de um procônsul regular ou depois de um grande terremoto ocorrido em 27 a.C. Polião retornou a Roma depois e, quando Alexandre e Aristóbulo, os filhos de Herodes, estiveram na cidade em 22 a.C., os dois possivelmente ficaram na mansão dele. Apesar de seus serviços ao estado romano, foi por sua reputação de luxo e crueldade que Polião se tornou mais conhecido. Ele era proprietário de uma gigantesca villa em Posilipo, no Golfo de Nápoles, descrita pelo poeta Ovídio como sendo "como uma cidade". Era famosa a sua piscina de lampreias que ele utilizava para assassinar escravos que o desagradassem — um modo particularmente desagradável de morrer, pois as lampreias "cerravam a boca na vítima e enfiavam uma língua dentada na carne para ingerir o sangue.
Apesar disto, Polião manteve, pelo menos por um tempo, a amizade de Augusto, em cuja honra ele construiu um templo ou um monumento em Benevento. Numa ocasião, Augusto estava jantando na casa de Védio quando um copeiro quebrou um cálice de cristal. Védio ordenou que ele fosse atirado às lampreias, mas o escravo se ajoelhou diante de Augusto e implorou para ser executado de uma forma mais humana. Horrorizado, Augusto ordenou que todos os caros cálices de Védio fossem estilhaçados e que a piscina fosse aterrada. Segundo Sêneca, Augusto também libertou o escravo. Dião Cássio menciona apenas que Védio "não pôde punir seu escravo por causa do que Augusto fez".
Há diversos outros relatos que podem ter sido referências a Védio Polião. Um certo Aulo Vídio ou Aulo Védio, possivelmente Védio Polião, foi mencionado numa carta de 46 a.C. como estando envolvido numa disputa com o acadêmico e político Cúrcio Nícias. Além disto, Ronald Syme sugere que o "Públio Védio" que aparece nas cartas de Cícero a um amigo de Pompeu também pode ser Védio Polião. Cícero, que na época era governador da Cilícia, estava viajando perto de Laodiceia em 50 a.C., quando este Públio Védio o encontrou com um grande cortejo, diversos asnos selvagens e um babuíno numa carroça. Sem se impressionar, ele escreve a Ático: "Jamais vi um homem mais sem valor". Sobre este possível Védio, Cícero acrescenta ainda uma outra história: ele teria, antes do encontro, deixado alguns itens valiosos com Víndulo, que, nesse ínterim, faleceu. O herdeiro dele examinou os itens e encontrou cinco bustos de mulheres casadas, incluindo a famosa patrícia Júnia Segunda. Cícero assume que os bustos eram troféus das conquistas sexuais de Védio e, apesar de elogiar bastante Júnia em público, em suas cartas, ele a criticava pela indiscrição e criticava o marido e o irmão dele — o triúnviro Lépido e o liberator Bruto respectivamente — por ignorarem sua conduta. Na mesma época, um caso amoroso — se de fato houve um e se o Públio Védio era o mesmo Védio Polião — pode ter ocorrido com uma irmã de Júnia Segunda, Júnia Prima.
Védio faleceu em 15 a.C. Entre seus muitos herdeiros, Augusto foi agraciado com uma grande parte das propriedades de Védio Polião, incluindo sua famosa villa em Posilipo; no testamento estavam instruções para a construção de um monumento adequado (a ele) no local. O imperador demoliu pelo menos parte da casa de Polião em Roma e construiu no local uma colunata, o Pórtico de Lívia, em homenagem a Lívia, que foi inaugurado em 7 a.C.

## Legado
O tratamento dispensado por Védio aos seus escravos e a conduta de Augusto com ele se tornaram temas populares para anedotas ainda na Antiguidade. Durante o reinado de Augusto (ou logo depois), Ovídio elogiou a demolição da mansão de Védio como uma grande afirmação contra o luxo imoral mesmo tendo um custo alto para o próprio imperador. Já o historiador Kenneth Scott afirma que, ao substituir a mansão com um edifício público, Augusto estaria apenas "levando a cabo os termos do testamento" e argumenta sugestões de que ele estaria tentando censurar de alguma forma a memória de Védio podem ter sido meras "fofocas".
No final do século I, a história de Védio foi utilizada por Sêneca, o Jovem e por Plínio, o Velho. Em dois tratados sobre ética, Sêneca utilizou a história do copeiro de Védio e a resposta de Augusto para ilustrar como os extremos que ira pode chegar podem levar a uma necessidade de clemência. Plínio mencionou as lampreias de Védio em "História Natural" no contexto do tratamento das várias variedades de peixes; ele menciona a amizade de Védio e Augusto, mas não cita a clemência deste último, o que, segundo alguns, foi apenas uma "piada gratuita" contra Augusto, de quem Plínio sabidamente não gostava. Numa passagem crítica, o escritor cristão Tertuliano afirmou que, depois da execução dos escravos, Védio mandava "cozinhar imediatamente" suas lampreias para que, em suas entranhas, ele próprio pudesse experimentar também os corpos de seus escravos.
Em diversas obras, Adam Smith citou a intervenção de Augusto para salvar o copeiro para suportar seu argumento de que a condição dos escravos era melhor durante uma monarquia do que durante uma democracia. Ele embelezou a história alegando que Augusto teria libertado todos os escravos de Védio, uma afirmação que não se baseia em nenhuma fonte; numa palestra em 1763, ele chegou até mesmo a estimar o valor da propriedade perdida por Védio.